# BWF International Series 2021
Die BWF International Series 2021 war die 15. Auflage der BWF International Series im Badminton. Durch die COVID-19-Pandemie fielen weiterhin mehrere Veranstaltungen aus.

## Turniere und Sieger
| Veranstaltung                | Herreneinzel        | Dameneinzel             | Herrendoppel                              | Damendoppel                                   | Mixed                              |
| ---------------------------- | ------------------- | ----------------------- | ----------------------------------------- | --------------------------------------------- | ---------------------------------- |
| Estonian International       | nicht ausgetragen   | nicht ausgetragen       | nicht ausgetragen                         | nicht ausgetragen                             | nicht ausgetragen                  |
| Swedish Open                 | nicht ausgetragen   | nicht ausgetragen       | nicht ausgetragen                         | nicht ausgetragen                             | nicht ausgetragen                  |
| Uganda International         | Varun Kapur         | Malvika Bansod          | No competition                            | Husina Kobugabe Mable Namakoye                | Israel Wanagalya Betty Apio        |
| Santo Domingo International  | Rubén Castellanos   | Nikte Sotomayor         | Aníbal Marroquín Jonathan Solís           | Diana Corleto Nikte Sotomayor                 | Luis Montoya Vanessa Villalobos    |
| Dutch International          | nicht ausgetragen   | nicht ausgetragen       | nicht ausgetragen                         | nicht ausgetragen                             | nicht ausgetragen                  |
| Peru International           | Brian Yang          | Laura Sárosi            | Koceila Mammeri Youcef Sabri Medel        | Diana Corleto Nikte Sotomayor                 | Jonathan Solís Diana Corleto       |
| Portugal International       | Ditlev Jæger Holm   | Laura Sárosi            | Mads Pieler Kolding Frederik Søgaard      | Christine Busch Amalie Schulz                 | Callum Hemming Jessica Pugh        |
| Slovenian International      | Arnaud Merklé       | Mutiara Ayu Puspitasari | Putra Erwiansyah Patra Harapan Rindorindo | Low Yeen Yuan Valeree Siow                    | Choong Hon Jian Toh Ee Wei         |
| Austrian Open                | Panji Ahmad Maulana | Clara Azurmendi         | Junaidi Arif Muhammad Haikal              | Ni Ketut Mahadewi Istarani Serena Kani        | Choong Hon Jian Toh Ee Wei         |
| Malaysia International       | nicht ausgetragen   | nicht ausgetragen       | nicht ausgetragen                         | nicht ausgetragen                             | nicht ausgetragen                  |
| Bulgaria Open                | nicht ausgetragen   | nicht ausgetragen       | nicht ausgetragen                         | nicht ausgetragen                             | nicht ausgetragen                  |
| Nepal International          | nicht ausgetragen   | nicht ausgetragen       | nicht ausgetragen                         | nicht ausgetragen                             | nicht ausgetragen                  |
| Ukraine International        | Priyanshu Rajawat   | Polina Buhrova          | Junaidi Arif Muhammad Haikal              | Stine Küspert Emma Moszczynski                | Yap Roy King Valeree Siow          |
| Brazil International         | Jonathan Matias     | Juliana Viana Vieira    | Fabrício Farias Francielton Farias        | Jaqueline Lima Sâmia Lima                     | Fabrício Farias Jaqueline Lima     |
| Finnish Open                 | nicht ausgetragen   | nicht ausgetragen       | nicht ausgetragen                         | nicht ausgetragen                             | nicht ausgetragen                  |
| Sydney International         | nicht ausgetragen   | nicht ausgetragen       | nicht ausgetragen                         | nicht ausgetragen                             | nicht ausgetragen                  |
| Polish International         | Kiran George        | Jaslyn Hooi             | Ishaan Bhatnagar K. Sai Pratheek          | Margot Lambert Anne Tran                      | William Villeger Anne Tran         |
| Guatemala International      | Kevin Cordón        | Jennie Gai              | Kevin Lee Ty Alexander Lindeman           | Francesca Corbett Allison Lee                 | Ty Alexander Lindeman Josephine Wu |
| Maldives International       | nicht ausgetragen   | nicht ausgetragen       | nicht ausgetragen                         | nicht ausgetragen                             | nicht ausgetragen                  |
| Czech Open                   | Jan Louda           | Putri Kusuma Wardani    | Terry Hee Loh Kean Hean                   | Anna Cheong Ching Yik Teoh Mei Xing           | Terry Hee Tan Wei Han              |
| Hungarian International      | Daniel Nikolov      | Hsu Wen-chi             | Emil Lauritzen Mads Vestergaard           | Ornnicha Jongsathapornparn Phataimas Muenwong | Rory Easton Annie Lado             |
| Norwegian International      | nicht ausgetragen   | nicht ausgetragen       | nicht ausgetragen                         | nicht ausgetragen                             | nicht ausgetragen                  |
| Cameroon International       | nicht ausgetragen   | nicht ausgetragen       | nicht ausgetragen                         | nicht ausgetragen                             | nicht ausgetragen                  |
| Bahrain International        | Bobby Setiabudi     | Aisyah Sativa Fatetani  | Amri Syahnawi Christopher David Wijaya    | Yeung Nga Ting Yeung Pui Lam                  | Lee Chun Hei Ng Tsz Yau            |
| Vietnam International Series | nicht ausgetragen   | nicht ausgetragen       | nicht ausgetragen                         | nicht ausgetragen                             | nicht ausgetragen                  |
| Mexico International         | Danylo Bosniuk      | Lauren Lam              | Adam Dong Nyl Yakura                      | Srivedya Gurazada Ishika Jaiswal              | Vinson Chiu Jennie Gai             |
| El Salvador International    | Uriel Canjura       | Ishika Jaiswal          | Jonathan Matias Artur Silva Pomoceno      | Sânia Lima Tamires Santos                     | Christopher Martínez Mariana Paiz  |
| Italian International        | Alex Lanier         | Edith Urell             | Kristian Kræmer Marcus Rindshøj           | Stine Küspert Emma Moszczynski                | Jesper Toft Clara Graversen        |